# Twardowice
Twardowice – wieś w Polsce, położona w województwie śląskim, w powiecie będzińskim, w gminie Bobrowniki.

## Nazwa
Nazwę miejscowości w zlatynizowanej formie Thwardowycze wymienia w latach (1470–1480) Jan Długosz w księdze Liber beneficiorum dioecesis Cracoviensis. Nazwa miejscowości należy do grupy nazw patronimicznych i pochodzi od nazwiska Kazimierza Twardowskiego, którego wymienia Długosz jako właściciela wsi.

## Podział administracyjny
W latach 1975–1998 miejscowość administracyjnie należała do województwa katowickiego.